# ニシキアナゴ
ニシキアナゴ（英: Splendid Garden Eel）は、インド洋から太平洋に生息するチンアナゴ亜科の魚である。体長は40cmに達し、体の直径は約1cmである。

## 形態
ニシキアナゴは最大で体長40cmに達する。体は円筒形でその直径は約1cmである。体型のよく似たチンアナゴと間違われることがあるが別の種である。

## 分布
ニシキアナゴはインド太平洋西部の熱帯域に広く分布し、生息域はモルディブからパプアニューギニア、北は日本の琉球列島やフィリピン近海にまで広がっており、同亜科のチンアナゴの生息域とも重なっている。
流れのある水深18mから75mの砂地に生息しているが、平均的には水深30mほどの地点で見られることが多い。

## 生態
ニシキアナゴは砂の中の縦穴に入り、単体または小さな集団で生活する。
通常、頭と体の最上部だけが砂から突き出ており、大きな魚やダイバーが近づいてくると体全体が砂に引っ込む。動物プランクトンを食べている。